# Paul Fort
Paul Fort (n. 1 februarie 1872, Reims, Franța – d. 20 aprilie 1960, Montlhéry⁠(d), Seine-et-Oise, Franța) a fost un poet francez.
Opera sa lirică, caracterizată prin ritm și asonanță, a fost inspirată din folclorul și eposul francez, dar și din viața cotidiană.

## Opera
- 1921: Ludovic al XI-lea, ciudat om ("Louis XI, curieux homme")
- 1933: Cucerirea Angliei ("La Conquête d'Angleterre")
- 1944: Memoriile mele: toată viața unui poet, 1872-1943 ("Mes Mémoires, toute la vie d'un poète, 1872-1943")
- 1958: Balade franceze ("Les Ballades françaises").

Paul Fort fondează la Paris Le Théâtre d'art de orientare simbolistă al cărui director a fost împreună cu Paul Valéry.